# Skies of America
| 전문가 평가                          | 전문가 평가 |
| 평가 점수                            | 평가 점수   |
| 출처                                 | 점수        |
| ------------------------------------ | ----------- |
| Allmusic                             | [ 1 ]       |
| The Rolling Stone Jazz Record Guide  | [ 2 ]       |
| The Penguin Guide to Jazz Recordings | [ 3 ]       |
| Tom Hull                             | B+          |
| DownBeat                             | 5/별        |

《Skies of America》는 1972년 컬럼비아 레코드에서 발매된 미국의 재즈 색소폰 연주자 오넷 콜먼의 열일곱 번째 음반이다. 이 음반은 런던 교향악단이 연주하고 데이비드 메섬이 지휘하는 콜먼이 음반의 양면을 차지하는 하나의 긴 작곡으로 구성되어 있다. 콜먼 자신은 몇 개의 세그먼트에서만 연주하며, 다른 재즈 악기는 없다.

## 배경
콜먼은 1950년대에 서드 스트림 음악을 접했고, 1960년에 군터 슐러를 위해 연주했으며, 1967년에 《Inventions of Symphonic Poems》와 1968년에 《Sun Suite of San Francisco》라는 두 개의 초기 관현악 작품을 작곡했다. 이 음반에 앞서 그는 앨리스 콜트레인의 음반 《Universal Consciousness》 작업을 주선했다. 그는 처음에 《Skies of America》를 재즈 콤보 및 오케스트라의 합주 협주곡으로 구상했지만, 영국의 음악가 조합과의 계약상의 분쟁으로 인해 그의 밴드는 녹음하는 것이 전혀 허용되지 않았고, 콜먼은 음악의 일부분을 위한 오케스트라의 솔로 연주에 자신의 기여를 제한했다.
그의 음악에 대한 덜 열정적인 반응 후에 음악 사업에 환멸을 느낀 콜먼은 1965년 몬태나주로 안식 휴가를 떠났다. 콜먼은 한 무리의 미국의 원주민들을 목격했고 그것은 그에게 영감을 주었다.

## 곡 목록
모든 곡들은 오넷 콜먼에 의해 작곡하였다.
| #   | 제목                       | 재생 시간 |
| --- | -------------------------- | --------- |
| 1.  | 〈Skies of America〉       | 2:49      |
| 2.  | 〈Native Americans〉       | 1:10      |
| 3.  | 〈The Good Life〉          | 1:33      |
| 4.  | 〈Birthdays and Funerals〉 | 3:13      |
| 5.  | 〈Dreams〉                 | 0:51      |
| 6.  | 〈Sounds of Sculpture〉    | 1:20      |
| 7.  | 〈Holiday for Heroes〉     | 1:10      |
| 8.  | 〈All of My Life〉         | 3:08      |
| 9.  | 〈Dancers〉                | 1:17      |
| 10. | 〈The Soul Within Woman〉  | 0:47      |
| 11. | 〈The Artist in America〉  | 3:54      |

| #   | 제목                                    | 재생 시간 |
| --- | --------------------------------------- | --------- |
| 1.  | 〈The New Anthem〉                      | 0:31      |
| 2.  | 〈Place in Space〉                      | 2:44      |
| 3.  | 〈Foreigner in A Free Land〉            | 1:19      |
| 4.  | 〈Silver Screen〉                       | 1:10      |
| 5.  | 〈Poetry〉                              | 1:15      |
| 6.  | 〈The Men Who Live in the White House〉 | 2:48      |
| 7.  | 〈Love Life〉                           | 4:34      |
| 8.  | 〈The Military〉                        | 0:32      |
| 9.  | 〈Jam Session〉                         | 0:39      |
| 10. | 〈Sunday in America〉                   | 4:29      |